# Lista dos reis da Cária
Esta é uma lista dos reis da Cária.

## Mitologia grega
| Nome                       | Início do governo | Duração do reinado (anos) | Notas | Fonte |
| -------------------------- | ----------------- | ------------------------- | --- | ----- |
| Car                        |                   |                           | Neto de Manès, e irmão de Lido e Miso | [ 1 ] |
| Alabando Crisáoris Idrieu  |                   |                           | Filhos de Car com Calírroe, filha de Menandro. Os sucessores destes principes são desconhecidos                                                   | [ 1 ] |
| Eurito                     |                   |                           | Sua filha Eidothea se casou com Mileto, fundador da cidade homônima                                                                               | [ 2 ] |
| Cauno                      |                   |                           | Filho de Mileto, acompanhou Baco em sua expedição de conquista da Índia. Fugiu da Cária para escapar da paixão de sua irmã Bíblis, e fundou Cauno | [ 2 ] |
| Amisódaro, Euslata, Dídimo |                   |                           | Mencionados como reis da Cária | [ 3 ] |
| Nômio                      |                   |                           | Pai de Anfímaco e Nastes, aliados dos troianos mortos por Ájax durante a Guerra de Troia                                                          | [ 4 ] |
| Dâmeto                     |                   |                           | Pai de Sirna, que foi curada por Podalírio e se casou com ele                                                                                     | [ 5 ] |

130 a 140 anos depois da Guerra de Troia, a Cária é conquistada pelos jônios, liderados por Neleu, filho de Codro.